# Ras Nouadhibou
Ras Nouadhibou (arabisch رأس نواذيبو, DMG Raʾs Nawāḏībū, ehemals: portugiesisch Cabo Branco, französisch Cap Blanc, spanisch Cabo Blanco) ist eine schmale, rund 40 Kilometer lange Halbinsel, die je etwa zur Hälfte auf dem Staatsgebiet von Mauretanien und der Westsahara liegt. Die nach Süden gerichtete Landzunge endet am gleichnamigen Kap. Die Bucht, die zwischen der Halbinsel und der mauretanischen Festlandküste liegt, trägt den Namen Dakhlet Nouadhibou, zur Kolonialzeit: Baie du Lévrier.
Die Grenze durchzieht die Halbinsel der Länge nach bis zum Kap und wurde in dieser Form am 27. Juni 1900 zwischen den Kolonialmächten Spanien und Frankreich festgelegt. Nach dem Abzug der spanischen Kolonialmacht 1976 verwaltete Mauretanien den Süden von Westsahara, also auch die ganze Halbinsel Ras Nouadhibou. 1979 zog sich Mauretanien zurück, weil Marokko das gesamte früher spanische Gebiet beanspruchte. Als Marokko jedoch 1991 einen Waffenstillstand mit der Frente Polisario vereinbarte, lag die Halbinsel außerhalb des marokkanisch kontrollierten Teils und außerhalb des Marokkanischen Sandwalls, der seitdem die Waffenstillstandslinie für Marokko militärisch sichern soll. Der westliche Teil ist seitdem ein entvölkertes Niemandsland, die kolonialzeitliche Siedlung La Gouira an der Westküste wurde aufgegeben. Allerdings führt eine Piste aus dem östlichen mauretanischen Teil zu dieser Geistersiedlung.
Die zweitgrößte Stadt Mauretaniens, Nouadhibou, früher Port-Étienne, liegt mit ausgedehnten Hafenanlagen an der geschützten Ostseite; ebenso wenige Kilometer weiter südlich die Hafenarbeitersiedlung Cansado.
An Sandbuchten unterhalb der steilen Kalkklippen lebt an der Südspitze noch eine kleine Kolonie der sehr seltenen Mittelmeer-Mönchsrobben.